# 漢考克縣 (緬因州)
漢考克縣（英語：Hancock County）是美国缅因州東南部的一個縣。根据2020年人口普查的结果，该县共有55,478位居民。汉考克县的县治及最大城市均为埃尔斯沃思。该县设立于1789年6月25日，是以马萨诸塞州第一任州长约翰·汉考克的名字命名的。